# Pietro Bacchi da Bagnara
Pietro Bacchi da Bagnara anche Pietro da Bagnara (fl. XVI secolo) è stato un pittore e monaco italiano attivo nel XVI secolo.

## Biografia
Viene indicato come un seguace di Raffaello, principalmente in virtù del suo uso dei colori. Era un membro dell'ordine agostiniano dei Canonici regolari della Congregazione del Santissimo Salvatore lateranense. Visse nel monastero annesso alla Basilica di Santa Maria in Porto a Ravenna, dove intorno al 1550 dipinse un San Sebastiano e una pala d'altare rappresentante San Lorenzo per una cappella, una grande tela della Moltiplicazione dei pani nel refettorio del convento e una Crocifissione nel soffitto di detto refettorio. Nel 1537 a Verdace per la chiesa di San Giovanni, dipinse una Madonna con i Santi Agostino e Giovanni Battista.  Nel 1579, per la Chiesa di Santa Maria della Passione, a Milano, dipinse una Salita al Calvario). Un museo di Padova ha due tele, originariamente rinvenute nella chiesa di San Giovanni di Verdara (oggi sconsacrata), dipinte dal Bagnara: Visitazione (1537) e una Madonna. Firmò le sue opere con "Orate Deum pro anima huyus pictoris" ("Pregate Dio per l'anima di questo pittore").